# 阿尔摩
阿尔摩（英語：Almo (god)）。古罗马神话神祇之一。为古罗马一条河流之神灵名字。其在古罗马被古罗马人所广泛崇拜与进行供奉，具有重大地宗教影响与历史意义。